# Вест Спрингфилд (Масачусетс)
Вест Спрингфилд (енгл. West Springfield) град је у америчкој савезној држави Масачусетс. По попису становништва из 2010. у њему је живело 28.391 становника.

## Демографија
Према попису становништва из 2010. у граду је живело 28.391 становника.
| Група             | 2000.  | 2010.          |
| Белци             | . (.%) | 23.306 (82,1%) |
| Афроамериканци    | . (.%) | 939 (3,3%)     |
| Азијати           | . (.%) | 1.253 (4,4%)   |
| Хиспаноамериканци | . (.%) | 2.471 (8,7%)   |
| Укупно            | .      | 28.391         |